# Gare de Vigneux-sur-Seine
Gare de Vigneux-sur-Seine vasútállomás és RER állomás Franciaországban, Vigneux-sur-Seine településen.

## Vasútvonalak
Az állomást az alábbi vasútvonalak érintik:
- Villeneuve-Saint-Georges-Montargis-vasútvonal

## Kapcsolódó állomások
A vasútállomáshoz az alábbi állomások vannak a legközelebb:
- Gare de Villeneuve-Saint-Georges (Gare de Creil, D RER-vonal)
- Gare de Juvisy (Gare de Melun, D RER-vonal)

## Lásd még
- Franciaország vasútállomásainak listája
- A RER állomásainak listája